# Landskrona BoIS 2009
Landskrona BoIS deltog säsongen 2009 i Svenska cupen och Superettan.

## Intern skytteliga 2009
Avser superettan (efter omgång 30 av 30):
- Pär Cederqvist 14
- Fredrik Olsson 14
- Alexander Zaim 4
- Johan Persson 4
- Niklas Nielsen 3
- Christoffer Tapper Holter 2
- Morten Nielsen 2
- Alagie Sosseh 2
- Babis Stefanidis 2
- Christoffer Carlsson 2
- Max Mölder 2
- Ivo Pekalski 2
- Renam Franca 2
- Joakim Persson 2

## Klubben

### Tränare
- Huvudtränare: Anders Linderoth

## Matcher 2009
Omgång och resultat

### Superettan 2009
Huvudartikel: Superettan 2009.
Resultat för Landskrona BoIS. 
OBS: resultat är i Landskrona-favör
| Omgång | Datum             | Arena                    | Motstånd            | Resultat | Tävling    | TV               | Målskyttar                                         | Publiksiffra |
| ------ | ----------------- | ------------------------ | ------------------- | -------- | ---------- | ---------------- | -------------------------------------------------- | ------------ |
| 1      | 13 april 2009     | Valhalla IP              | Qviding FIF         | 1–2      | Superettan |                  | Morten Nielsen                                     | 604          |
| 2      | 19 april 2009     | Landskrona IP            | IK Sirius FK        | 3–0      | Superettan |                  | Ivo Pekalski, Pär Cederqvist, Johan Persson        | 2 781        |
| 3      | 22 april 2009     | Skytteholms IP           | Vasalunds IF        | 3–1      | Superettan |                  | Pär Cederqvist, Christoffer Carlsson, Renam Franca | 627          |
| 4      | 30 april 2009     | Landskrona IP            | Åtvidabergs FF      | 0–1      | Superettan |                  |                                                    | 2 581        |
| 5      | 3 maj 2009        | Edsborgs IP              | FC Trollhättan      | 1–1      | Superettan |                  | Pär Cederqvist                                     | 1 417        |
| 6      | 7 maj 2010        | Landskrona IP            | Syrianska FC        | 2–0      | Superettan |                  | Johan Persson, Pär Cederqvist                      | 1 940        |
| 7      | 17 maj 2009       | Vilundavallen            | Väsby United        | 0–2      | Superettan |                  |                                                    | 249          |
| 8      | 21 maj 2009       | Landskrona IP            | Ljungskile SK       | 0–3      | Superettan |                  |                                                    | 2 207        |
| 9      | 25 maj 2009       | Landskrona IP            | Mjällby AIF         | 0–1      | Superettan |                  |                                                    | 2 493        |
| 10     | 1 juni 2009       | Stadsparksvallen         | Jönköpings Södra IF | 2–0      | Superettan |                  | Fredrik Olsson, Alexander Zaim                     | 3 315        |
| 11     | 7 juni 2009       | Landskrona IP            | Falkenbergs FF      | 1–3      | Superettan |                  | Morten Nielsen                                     | 1 986        |
| 12     | 13 juni 2009      | Norrköpings Idrottspark  | IFK Norrköping      | 4–2      | Superettan |                  | Pär Cederqvistx2, Johan Persson, Alexander Zaim    | 2 846        |
| 13     | 5 juli 2009       | Landskrona BoIS          | Assyriska FF        | 1–3      | Superettan |                  | Pär Cederqvist                                     | 2 398        |
| 14     | 12 juli 2009      | Norrporten Arena         | GIF Sundsvall       | 1–0      | Superettan |                  | Pär Cederqvist                                     | 3 596        |
| 15     | 20 juli 2009      | Landskrona IP            | Ängelholms FF       | 0–1      | Superettan |                  |                                                    | 3 036        |
| 16     | 25 juli 2009      | Ängelholms IP            | Ängelholms FF       | 1–1      | Superettan |                  | Fredrik Olsson                                     | 2 294        |
| 17     | 3 augusti 2009    | Landskrona IP            | Qviding FIF         | 2–2      | Superettan |                  | Fredrik Olssonx2                                   | 1 869        |
| 18     | 10 augusti 2009   | Studenternas IP          | IK Sirius           | 3–0      | Superettan |                  | Fredrik Olssonx2, Christoffer Tapper Holter        | 2 087        |
| 19     | 17 augusti 2009   | Landskrona IP            | Vasalunds IF        | 5–0      | Superettan |                  | Fredrik Olssonx2, Niklas Nielsenx2, Max Mölder     | 2 441        |
| 20     | 20 augusti 2009   | Kopparvallen             | Åtvidabergs FF      | 2–4      | Superettan |                  | Johan Persson, Fredrik Olsson                      | 2 172        |
| 21     | 24 augusti 2009   | Landskrona IP            | FC Trollhättan      | 3–1      | Superettan |                  | Pär Cederqvistx3                                   | 2 213        |
| 22     | 1 september 2009  | Södertälje Fotbollsarena | Syrianska FC        | 2–1      | Superettan | TV4 Sport        | Alexander Zaim, Pär Cederqvist                     | 1 663        |
| 23     | 7 september 2009  | Landskrona IP            | Väsby United        | 2–0      | Superettan |                  | Alexander Zaim, Alagie Sosseh                      | 2 404        |
| 24     | 13 september 2009 | Starke Arvid Arena       | Ljungskile SK       | 1–2      | Superettan |                  | Pär Cederqvist                                     | 895          |
| 25     | 24 september 2009 | Strandvallen             | Mjällby AIF         | 0–0      | Superettan |                  |                                                    | 2 809        |
| 26     | 28 september 2009 | Landskrona IP            | Jönköpings Södra IF | 2–4      | Superettan |                  | Fredrik Olsson, Alagie Sosseh                      | 2 849        |
| 27     | 8 oktober 2009    | Falkenbergs IP           | Falkenbergs FF      | 1–2      | Superettan | TV4 Sport        | Joakim Persson                                     | 651          |
| 28     | 12 oktober 2009   | Landskrona IP            | IFK Norrköping      | 2–3      | Superettan | Sverigewebben.se | Babis Stefanidis, Christoffer Tapper Holter        | 1 819        |
| 29     | 18 oktober 2009   | Södertälje Fotbollsarena | Assyriska FF        | 1–4      | Superettan | Csports.se       | Fredrik Olsson                                     | 3 108        |
| 30     | 24 oktober 2009   | Landskrona IP            | GIF Sundsvall       | 5–2      | Superettan | SverigeWebben.se | Niklas Nielsen, Fredrik Olssonx3, Pär Cederqvist   | 1 593        |

Superettan 2009 hade ett speluppehåll i juni 2009.

### Tabell
| Pos | Klubb           | S  | V  | O  | F  | GM | IM | MS  | P  |
| --- | --------------- | -- | -- | -- | -- | -- | -- | --- | -- |
| 1   | Mjällby         | 30 | 19 | 8  | 3  | 60 | 19 | +41 | 65 |
| 2   | Åtvidaberg      | 30 | 17 | 6  | 7  | 53 | 36 | +17 | 57 |
| 3   | Assyriska       | 30 | 15 | 6  | 9  | 46 | 28 | +18 | 51 |
| 4   | Syrianska FC    | 30 | 15 | 5  | 10 | 50 | 38 | +12 | 50 |
| 5   | GIF Sundsvall   | 30 | 13 | 8  | 9  | 54 | 48 | +6  | 47 |
| 6   | Falkenberg      | 30 | 14 | 3  | 13 | 44 | 41 | +3  | 45 |
| 7   | Ängelholm       | 30 | 13 | 5  | 12 | 43 | 44 | –1  | 44 |
| 8   | Landskrona BoIS | 30 | 12 | 4  | 14 | 51 | 46 | +5  | 40 |
| 9   | Ljungskile      | 30 | 11 | 7  | 12 | 48 | 43 | +5  | 40 |
| 10  | Jönköpings S    | 30 | 10 | 6  | 14 | 46 | 54 | –8  | 36 |
| 11  | IFK Norrköping  | 30 | 8  | 11 | 11 | 45 | 44 | +1  | 35 |
| 12  | Väsby           | 30 | 8  | 9  | 13 | 28 | 41 | –13 | 33 |
| 13  | Trollhättan     | 30 | 8  | 8  | 14 | 30 | 46 | –16 | 32 |
| 14  | Qviding         | 30 | 7  | 10 | 13 | 31 | 45 | –14 | 31 |
| 15  | Sirius          | 30 | 8  | 7  | 15 | 37 | 53 | –16 | 31 |
| 16  | Vasalund        | 30 | 8  | 5  | 17 | 35 | 64 | –29 | 29 |

POS = Position; S = Spelade matcher; V = Vunna matcher; O = Oavgjorda matcher; F = Förlorade matcher; GM = Gjorda mål; IM = Insläppta mål; MS = Målskillnad; P = Poäng

### Svenska cupen 2009
| Datum         | Arena         | Motstånd     | Resultat | Tävling       | TV | Målskyttar | Publiksiffra |
| ------------- | ------------- | ------------ | -------- | ------------- | -- | ---------- | ------------ |
| 28 mars 2009  | ?             | Lunds BK     | 1–0      | Svenska cupen |    | ?          | 350          |
| 8 april 2009  | ?             | Lindome GIF  | 1–0      | Svenska cupen |    | ?          | 520          |
| 26 april 2009 | Landskrona IP | GAIS         | 4–2      | Svenska cupen |    | ?          | 1 603        |
| 13 maj 2009   | Landskrona IP | IFK Göteborg | 1–4      | Svenska cupen |    | ?          | 2 082        |